# (19175) Peterpiot
(19175) Peterpiot est un astéroïde de la ceinture principale.

## Description
(19175) Peterpiot est un astéroïde de la ceinture principale. Il fut découvert le 2 août 1991 à La Silla par Eric Walter Elst. Il présente une orbite caractérisée par un demi-grand axe de 2,52 UA, une excentricité de 0,03 et une inclinaison de 3,2° par rapport à l'écliptique.

## Compléments